# Хоригути, Сутэми
Сутэ́ми Хоригу́ти (яп. 堀口捨己 Хоригути Сутэми:, 1895—1984) — японский архитектор. В своих проектах объединял черты традиционной японской архитектуры и достижения мирового архитектурного авангарда.

## Биография
В 1920 году Хоригути окончил факультет Токийский университет и окончил его в 1927 году.
В 1930 году он отправляется во Францию, чтобы обучаться в студии Ле Корбюзье. Пользуясь общим признанием он вскоре становится шеф-архитектором студии.
В 1937 году Сакакура представил Японский павильон на Всемирной выставке в Париже.

## Известные работы
- Музей современного искусства, Камакура, 1951.

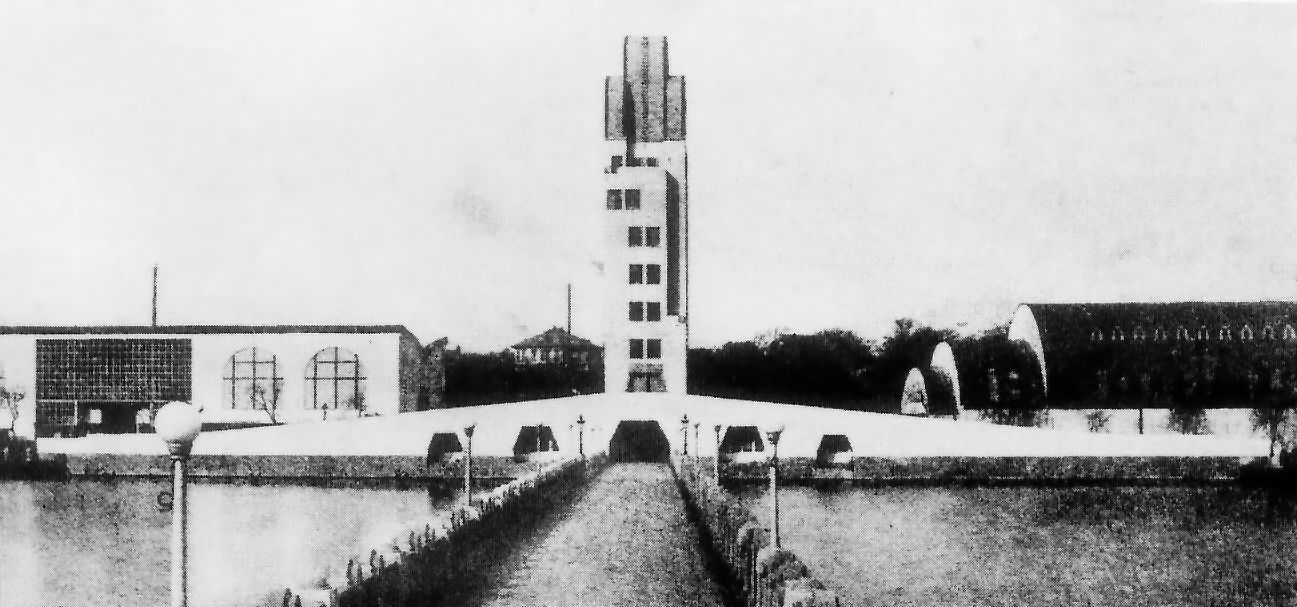

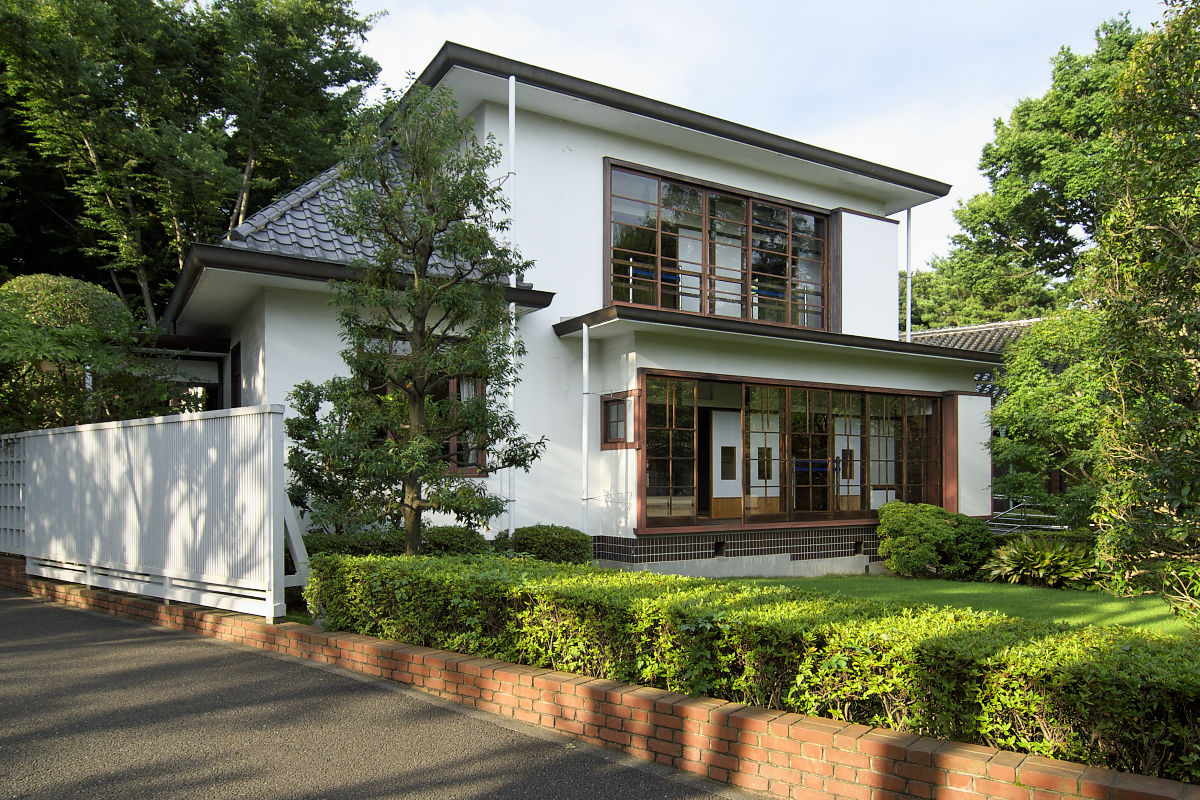
Особняк Койде, 1924

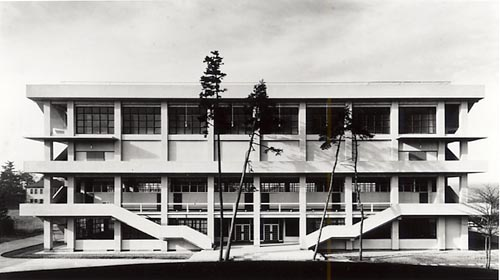

- Международный японский дом, Токио, 1955.
- Национальный музей западного искусства, Токио, 1959.
- Западный выход станции Синдзюку, Токио, 1967.